# Сніжниця жовтодзьоба
Сніжниця жовтодзьоба (Chionis albus) — вид сивкоподібних птахів родини сніжницевих (Chionidae).

## Поширення
Вид поширений в Антарктиці (Антарктичний півострів, Південна Джорджія, Південні Шетландські, Південні Оркнейські острови тощо).

## Опис
Сніжниця жовтодзьоба завдовжки близько 380—410 мм з розмахом крил 760—800 мм. Вага від 460 до 780 г. Оперення білосніжного забарвлення. Лицьова частина рожева, гола.

## Спосіб життя
Сніжниця жовтодзьоба мешкає на морському узбережжі. Птахи живляться різними безхребетними, їдять водорості, крадуть яйця і пташенят інших птахів, поїдають падаль.

### Розмноження
Гніздяться окремими парами. Об'ємисте гніздо з сухих водоростей, пір'я, уламків раковин та іншого сміття будується в щілинах скель або під валунами. У кладці 2-3 голубуватих з плямами яєць. Насиджують обидва партнера, близько 4 тижнів. Пташенята вилуплюються зрячими, в густому коричневому з чорними плямами пуховому вбранні. В гнізді залишаються тривалий час, вигодовуються батьками, потім бродять з ними по літоралі. Поза сезоном розмноження тримаються маленькими зграйками. Плавають рідко і неохоче.